# John Macionis
John Joseph Macionis (Filadelfia, 27 maggio 1916 – Charlottesville, 16 febbraio 2012) è stato un nuotatore statunitense.
Specializzato nello stile libero ha vinto la medaglia d'argento nella staffetta 4x200 m sl alle Olimpiadi di Berlino 1936.

## Palmarès
- Olimpiadi
  - Berlino 1936: argento nella staffetta 4x200 m sl.